# Сігурвін Олафссон
Сігурвін Олафссон (ісл. Sigurvin Ólafsson; нар. 18 липня 1976, Вестманнові острови, Ісландія) — ісландський футболіст, півзахисник. У період з 1997 по 2006 рік провів сім матчів за національну збірну Ісландії. За свою кар'єру він п'ять разів з трьома клубами виграв Урвалсдейлд, вищий дивізіон ісландського футболу, а також Кубок Ісландії 2007 року.

## Клубна кар'єра
Футбольну кар'єру розпочав у ІБВ. У чемпіонаті Ісландії дебютував за команду у 16-річному віці, 10 червня 1993 року в нічийному (2:2) поєдинку проти «Гапнарф'ярдара» вийшов на заміну Стейнгрімуру Йоханнессону. Протягом сезону 1993 року декілька разів потрапляв на лавку запасних, але більше не грав за першу команду. Наступного року приєднався до команди німецької Оберліги «Штутгарт II». Не зіграв жодного матчу протягом свого першого сезону в клубі, але провів 55 матчів протягом наступних двох розіграшів Оберліги, в яких відзначився 11-ма голами. 24 травня 1997 року повернувся до ІБВ, відзначився 5-ма голами у 14-ти матчах чемпіонату, а команда виграла Урвалсдейлд. Провів лише чотири матчі у сезоні 1998 року, коли команда вдруге поспіль виграла чемпіонат Ісландії.
У квітні 1999 року приєднався до клубу «Фрам» з Рейк'явіка. Дебютував за нову команду 22 липня 1999 року, відзначився голом у програному (1:3) поєдинку проти «Гріндавіка». За два сезони у «Фрамі» провів 27 матчів у чемпіонаті та відзначився 6-ма голами. У березні 2000 року побував на перегляді в англійському «Сток Сіті», але пропозиції щодо контракту не отримав. 24 листопада 2000 року перейшов до переможця чемпіонату Росії КР. Зіграв свій перший матч за новий клуб у першому турі сезону 2001 року, в програному (0:1) виїзному поєдинку проти «Фількіра». Команда розпочала сезон невтішно, програла три з перших чотирьох матчів. 25 червня 2001 року відзначився першим голом за КР у програному (2:4) поєдинку проти «Валюра», а також забив ще двічі протягом сезону, завдяки чому команда фінішувала на сьомому місці у турнірній таблиці. У сезоні 2002 року відзначився 7-ма голами у 12 матчах чемпіонату, в якому КР став переможцем Урвальсдейлда. Наступного сезону відзначився двічі в 10 матчах, а команда успішно захистила свій чемпіонський титул. Загалом провів за КР п'ять сезонів, за цей час зіграв 75 поєдинків за першу команду та відзначився 21-м голом. У жовтні 2005 року було оголошено, що клуб не пропонуватиме йому новий контракт, натомість гравцем зацікавилися 6 інших клубів.
У жовтні 2005 року підписав контракт з ісландським чемпіоном «Гапнарф'ярдар». 30 липня 2006 року відзначився переможним голом у переможному (1:0) виїзному поєдинку проти «Акранеса», яка допомогла команді відірватися на 12 очок у верхній частині таблиці. Загалом у сезоні 2006 року зіграв 14 матчів, допоміг команді втретє поспіль стати чемпіоном Урвальсдейлда. У наступному сезоні зіграв дев'ять матчів, забив двічі. Наприкінці сезону 2007 року запропонував Сігурвіну новий контракт, але гравець відхилив його та повідомив, що розглядає можливість завершити кар'єру, щоб проводити більше часу зі своєю сім'єю та зосередитися на кар'єрі юриста. 9 травня 2008 року підтвердив, що не буде грати у футбол протягом сезону 2008 року, оскільки не зміг набрати форму під час зимової перерви. Тим не менш, наступного тижня приєднався до новачка другого дивізіону чемпіонату Ісландії «Гротта».
Зіграв п'ять матчів протягом свого першого сезону у «Гротті», допоміг клубу зберегти своє місце в другому дивізіоні чемпіонату Ісландії та посісти у вище вказаному турнірі сьоме місце. Став невід’ємною частиною команди наступного сезону, відзначився 12-ма голами у 18 матчах чемпіонату, завдяки чому команда вийшла до першого дивізіону чемпіонату Ісландії. Його форма у сезоні 2009 року призвела до того, що Сігурвіна визнали Гравцем року Другого дивізіону Ісландії, а також одним із трьох гравців «Гротти», обраних у Команду року, разом із іншим колишнім гравцем збірної Ісландії Крістіаном Фіннбогасоном. Сігурвін розповів, що йому більше подобалося грати в нижчому дивізіоні, ніж грати у футбол вищого дивізіону через спокійний характер ліги. Однак, заявляючи про свій намір тренуватися з «Гроттою» наступного сезону, він не зобов'язувався продовжувати кар'єру гравця. Він залишався за контрактом з клубом на наступні два сезони, але зіграв лише дев'ять матчів в основному складі. 2 червня 2011 року провів свій останній матч у чемпіонаті за «Гротта», вийшов на заміну Андрі Бйорну Сігурссону в переможному (1:0) матчі проти БІ/Болунгарвік.
14 травня 2012 року підписав контракт з командою «Фількір» з Урвальсдейлда, але одразу ж його віддали в оренду клубу третього дивізіону СР, щоб відновити фізичну форму для матчу. Дебютував за СР 5 червня 2012 року в програному (2:4) поєдинку проти «Гарнарф'ярдара». Сігурвін зіграв п'ять матчів чемпіонату за СР під час двомісячної оренди, а 19 липня 2012 року в програному (2:7) домашньому матчі (став останнім у футболці СР) проти «Гарнарф'ярдара» відзначився голом. Наступного дня повернувся до «Філкіра» на решту сезону. 

## Кар'єра в збірній
Сігурвін представляв Ісландію на всіх рівнях починаючи з юнацької збірної Ісландії (U-17) до національної збірної. Дебютував за команду U-17 7 серпня 1991 року в нічийному (1:1) матчі проти Фінляндії, в якому також відзначився голом. Загалом у вище вказаній збірній зіграв 7 матчів, в яких відзначився 2-ма голами. Протягом сезонів 1993 і 1994 років провів 10 матчів за юнацьку збірну Ісландії (U-19). Відзначився двома голами у переможних матчах проти Естонії (5 жовтня 1993 року, 7:0) та Китаю (3 квітня 1994 року, 5:0). У період з 1995 по 1997 рік провів 18 матчів за молодіжну збірну Ісландії, за яку відзначився 5-ма голами.
27 липня 1997 року Сігурвін провів свій перший матч у національній збірній Ісландії, вийшов на заміну Сверріру Сверрісону у переможному (1:0) поєдинку проти Фарерських островів. Минуло понад три роки, допоки він знову отримав виклик до національної збірної. 11 січня 2001 року вперше вийшов у стартовому складі збірної Ісландії в програному (1:2) товариському матчі проти Уругваю. Два дні по тому знову вийшов у стартовому складі, в переможному (3:0) поєдинку проти Індії. Протягом наступних 14 місяців зіграв ще три матчі, кожен з яких закінчилися поразкою для Ісландії. Після понад 4-річної перерви у національній збірній 15 серпня 2006 року отримав виклик на товариський матч проти Іспанії. У своєму останньому матчі за національну команду допоміг їй зіграти в нульову нічию, вийшовши на останніх хвилинах на заміну Арнару Відарссону.

## Статистика виступів

### Клубна
Станом на 25 September 2012.
| Клуб            | Дивізіон             | Сезон   | Ліга  | Ліга | Кубок[A] | Кубок[A] | Єврокубки[B] | Єврокубки[B] | Загалом | Загалом |
| Клуб            | Дивізіон             | Сезон   | Матчі | Голи | Матчі    | Голи     | Матчі        | Голи         | Матчі   | Голи    |
| --------------- | -------------------- | ------- | ----- | ---- | -------- | -------- | ------------ | ------------ | ------- | ------- |
| ІБВ             | Урвалсдейлд          | 1993    | 1     | 0    | 0        | 0        | –            | –            | 1       | 0       |
| «Штутгарт II»   | Оберліга             | 1994–95 | 0     | 0    | 0        | 0        | –            | –            | 0       | 0       |
| «Штутгарт II»   | Оберліга             | 1995–96 | 28    | 4    | 0        | 0        | –            | –            | 28      | 4       |
| «Штутгарт II»   | Оберліга             | 1996–97 | 27    | 7    | 0        | 0        | –            | –            | 27      | 7       |
| ІБВ             | Урвалсдейлд          | 1997    | 14    | 5    | 1        | 1        | 2            | 1            | 17      | 7       |
| ІБВ             | Урвалсдейлд          | 1998    | 4     | 1    | 0        | 0        | –            | –            | 4       | 1       |
| «Фрам»          | Урвалсдейлд          | 1999    | 9     | 2    | 0        | 0        | –            | –            | 9       | 2       |
| «Фрам»          | Урвалсдейлд          | 2000    | 18    | 4    | 0        | 0        | –            | –            | 18      | 4       |
| КР              | Урвалсдейлд          | 2001    | 15    | 3    | 2        | 1        | –            | –            | 17      | 4       |
| КР              | Урвалсдейлд          | 2002    | 12    | 7    | 1        | 0        | –            | –            | 13      | 7       |
| КР              | Урвалсдейлд          | 2003    | 10    | 2    | 4        | 1        | 0            | 0            | 14      | 3       |
| КР              | Урвалсдейлд          | 2004    | 10    | 2    | 3        | 0        | 0            | 0            | 13      | 2       |
| КР              | Урвалсдейлд          | 2005    | 15    | 4    | 3        | 1        | –            | –            | 18      | 5       |
| «Гапнарф'ярдар» | Урвалсдейлд          | 2006    | 14    | 2    | 2        | 0        | 4            | 1            | 20      | 3       |
| «Гапнарф'ярдар» | Урвалсдейлд          | 2007    | 9     | 2    | 5        | 1        | 4            | 1            | 18      | 4       |
| «Гротта»        | Другий дивізіон      | 2008    | 5     | 1    | 0        | 0        | –            | –            | 5       | 1       |
| «Гротта»        | Другий дивізіон      | 2009    | 18    | 12   | 2        | 1        | –            | –            | 20      | 13      |
| «Гротта»        | Перший дивізіон      | 2010    | 7     | 0    | 1        | 0        | –            | –            | 8       | 0       |
| «Гротта»        | Перший дивізіон      | 2011    | 1     | 0    | 0        | 0        | –            | –            | 1       | 0       |
| «Фількір»       | Урвалсдейлд          | 2012    | 4     | 0    | 0        | 0        | –            | –            | 3       | 0       |
| → СР (оренда)   | Третій дивізіон Б    | 2012    | 5     | 1    | 0        | 0        | –            | –            | 5       | 1       |
| КВ              | Другий дивізіон      | 2013    | 8     | 3    | 0        | 0        | –            | –            | 8       | 3       |
| КФС             | Четвертий дивізіон Б | 2014    | 6     | 1    | 0        | 0        | –            | –            | 6       | 1       |
| Усього          | Усього               | Усього  | 240   | 63   | 24       | 6        | 10           | 3            | 274     | 72      |

A. ↑  У тому числі матчі Кубку Ісландії та Суперкубку Ісландії.
B. ↑  У тому числі матчі Кубку володарів кубків УЄФА та кваліфікаційних раундів Ліги чемпіонів УЄФА.

## Досягнення
ІБВ
- Урвалсдейлд
  -  Чемпіон (2): 1997, 1998

- Кубок Ісландії
  -  Володар (1): 1998

КР
- Урвалсдейлд
  -  Чемпіон (2): 2002, 2003

- Суперкубок Ісландії
  -  Володар (1): 2003

«Гапнарф'ярдар»
- Урвалсдейлд
  -  Чемпіон (1): 2006

- Кубок Ісландії
  -  Володар (1): 2007

- Суперкубок Ісландії
  -  Володар (1): 2007

«Гротта»
- Другий дивізіон Ісландії
  -  Чемпіон (1): 2009